# Перхлорат неодима
Перхлорат неодима — неорганическое соединение,
соль неодима и хлорной кислоты
с формулой Nd(ClO4)3,
кристаллы,
растворяется в воде,
образует кристаллогидраты — фиолетово-розовые кристаллы.

## Физические свойства
Перхлорат неодима образует кристаллы.
Растворяется в воде.
Образует кристаллогидраты состава Nd(ClO4)3•n H2O, где n = 4, 4,5 и 6 — фиолетово-розовые кристаллы.